# Alonso Rodríguez Olmedo
Alonso Rodríguez Olmedo (Zamora, 10 de març de 1598 – Caaró, Brasil, 15 de novembre de 1628), conegut com a Sant Alfons Rodríguez, va ser un missioner jesuïta que morí màrtir a Sud-amèrica. El 1988 va ser canonitzat per l'església catòlica. No s'ha de confondre amb el també sant jesuïta Alonso Rodríguez Gómez, germà laic mort a Mallorca.

## Vida
Nascut a Zamora, va estudiar a Salamanca, on va ingressar a l'orde jesuïta i va fer el noviciat a Villagarcía (Valladolid). Va ser destinat a les missions del Paraguai i el 1616 va embarcar a Lisboa, amb Juan de Viana i 36 jesuïtes més, entre els quals Joan del Castillo. En arribar a Buenos Aires, quatre mesos després, va fer estudis de teologia i llengües indígenes a Córdoba (Argentina). Va ser ordenat sacerdot al final de 1623.
El 1626 va ser enviat a evangelitzar els guaicurús, poble de la conca del riu Paraguai, enfront de l'actual Asunción. Va ser el primer missioner que va aprendre la llengua guaicurú, que el provincial jesuita Niccola Durán Mastrilli qualificava com "la més difícil del món".
El 1628 va anar a les missions guaranís del Paraná i d'allí va passar a Itaipú. Amb Roque González va fundar la reducció de Todos los Santos de Caaró, a la riba oriental del riu Uruguai, l'1 de novembre de 1628. El cacic Nheçu, líder del poble guaraní, va oposar-s'hi a l'establiment dels europeus i va donar ordre de matar els missioners, que va ser duta a terme per Caarupé, cacic de Caaró. El 15 de novembre de 1628, mentre els missioners col·locaven la campana de l'església del nou poblat, van ser atacats pels conjurats. Van matar a cops de maça Roque González i Alonso Rodríguez, que va intentar ajudar-lo. Els seus cossos van ser cremats juntament amb les imatges sagrades i l'església.

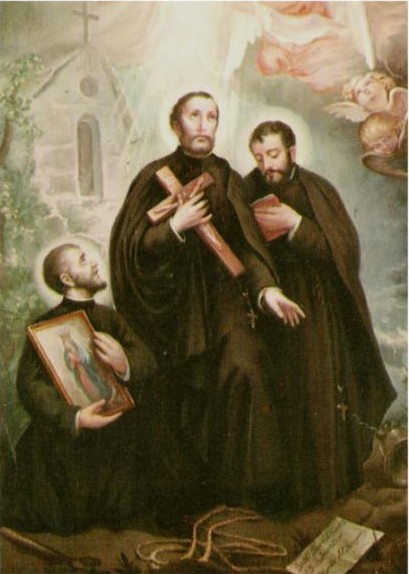
Quadre del s. XIX a la col·legiata de Belmonte, amb els màrtirs Alfons Rodríguez, al centre, Roc González i Joan del Castillo.
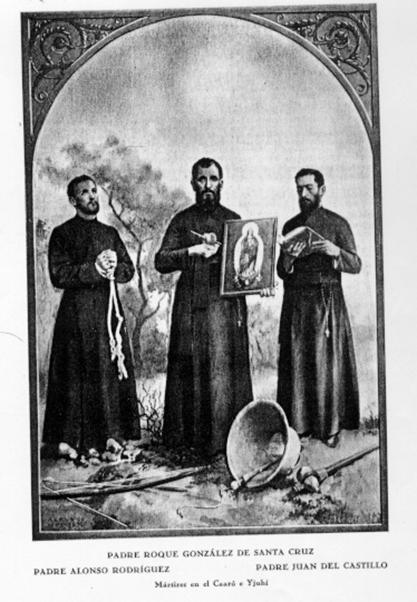
Estampa amb els sants màrtirs; Alfons Rodríguez és al mig
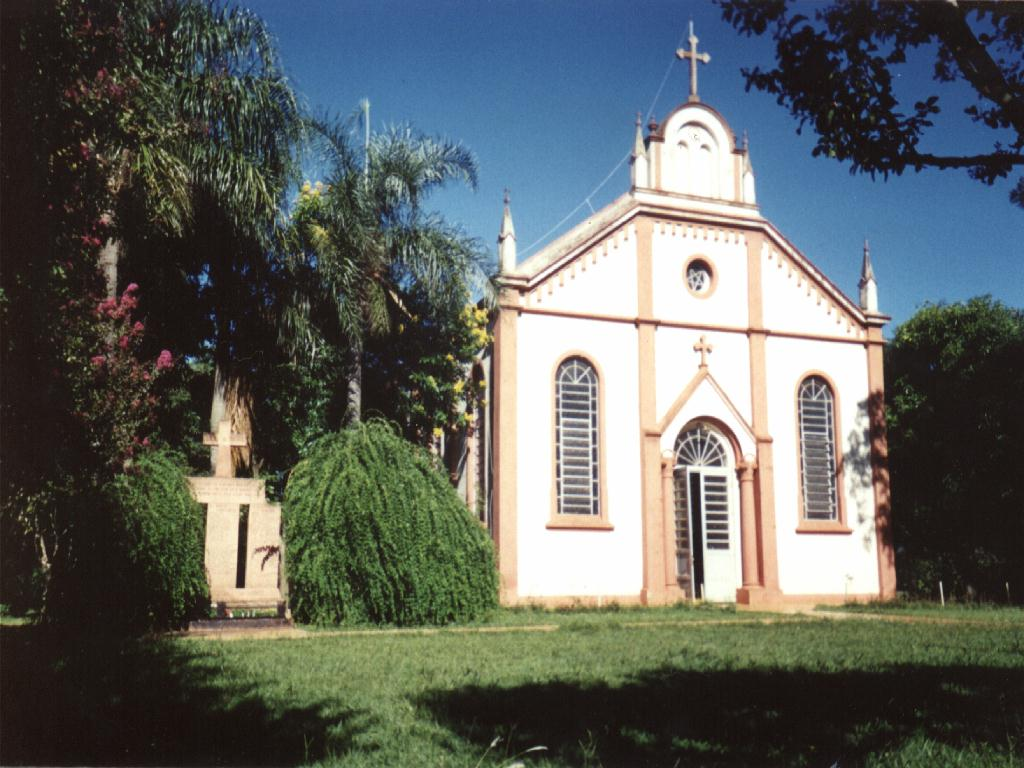
Església de Caaró, al lloc del martiri del sant; a l'esquerra, monument als Sants Màrtirs

Juan Eusebio Nieremberg, qui fou company d'estudis d'Alfonso Rodríguez Olmedo a Villagarcía, va escriure en 1644 la seva biografia juntament amb la de Roque González de Santa Cruz i Juan del Castillo, de qui també fou company d'estudis a Madrid.

## Veneració
Fou beatificat per Pius XI el 28 de gener de 1934, i canonitzat pel Papa Joan Pau II el 16 de maig de 1988, amb Roque González i el també missioner jesuïta Joan del Castillo, que havia mort dos dies abans en un poble proper.